# 礫石器
礫石器（れきせっき）とは、原石（母岩）を加工せずに、そのまま使った石器。狩猟具・武器としての飛礫（つぶて）や製粉・調理用の磨石（すりいし）、調理用の敲石（たたきいし）・凹石（くぼみいし）、研磨用の砥石（といし）などがある。片側に刃をつけたものを「チョッパー(片刃礫石器)」、両側に刃をつけたものを「チョッピングツール(両刃礫石器)」と呼ぶ。基本的に使用痕があるかどうかが石器であるかどうかを見極める目安となる。ただし、原石をそのまま道具として用いることから、単体で出土しても、それが遺物（考古資料）であるかどうかは判別できない場合も多い。その場合、石皿など共伴する遺物があるかどうか、あるいは出土遺構や出土状況の検討が不可欠である。なお、原初的な石器である礫器とは異なるので注意が必要である。